# Genpuku

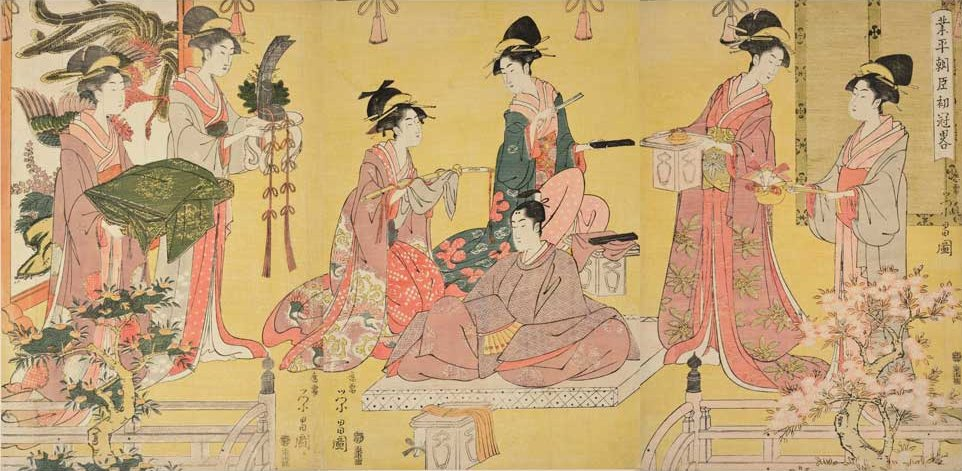
Una rappresentazione della fine del XVIII secolo del genpuku (cerimonia di raggiungimento della maggiore età) di un ministro, con la maggior parte dei celebranti rappresentati da cortigiane

Il genpuku (元服?) è una cerimonia giapponese per il raggiungimento della maggiore età, risalente al periodo Nara (710-794 d.C.). Questa cerimonia segnava il passaggio dallo status di bambino a quello di adulto e l'assunzione delle responsabilità di adulto. L'età della partecipazione è variata nel corso della storia e dipendeva da fattori come il clima politico e lo stato sociale.
La maggior parte dei partecipanti erano bambini aristocratici di età compresa tra 10 e 20 anni e la maggior parte delle descrizioni del genpuku si concentra sulla cerimonia maschile piuttosto che su quella femminile a causa dell'esclusione delle donne da posizioni di corte politicamente importanti. Cambiamenti importanti nell'abbigliamento e nell'acconciatura in genere denotavano questa transizione, sia per gli uomini che per le donne.
L'etimologia della parola, riflette i punti principali del formato cerimoniale genpuku, gen (元) significa "testa" e fuku (服) significa "indossare". La cerimonia è anche conosciuta come kakan (加冠), uikōburi (初冠), kanrei (冠礼), shufuku (首服) e hatsu-motoyui (初元結).

## Cerimonia

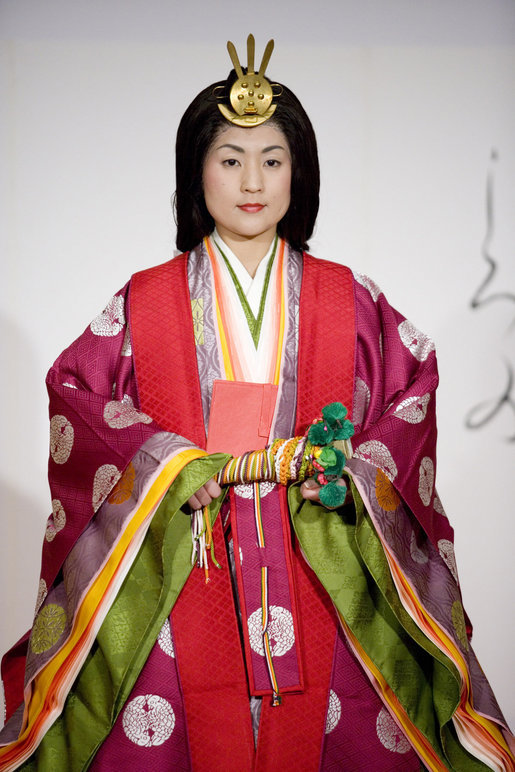
Una giovane donna indossa un Jūnihitoe, un abito di corte formale a 12 strati indossato dalle donne durante il periodo Heian, durante una dimostrazione della cultura tradizionale giapponese

Il Genpuku era tradizionalmente considerato un rituale importante che interessava il corso della vita in cui un bambino scambiava il suo stato d'infanzia con uno stato di adulto, e continuò dal periodo Nara (710-794 d.C.) al periodo Tokugawa (1603-1868). La cerimonia era solitamente presieduta da un membro della società più anziana di importanza politica e includeva lo scambio di un nome d'infanzia con un nuovo nome da adulto (烏帽子名, eboshi-na), l'adozione di acconciature e vestiti da adulti e l'assunzione di responsabilità da adulti. Il genpuku era sostenuto sia dai maschi che femmine, ma era differenziato per l'abito cerimoniale, con gli uomini che ricevevano copricapi come un berretto da corte cerimoniale (冠, kanmuri) o un elmo da samurai e le donne che ricevono, invece, una gonna a pieghe (裳着, mogi).
Durante il periodo Muromachi il genpuku si diffuse gradualmente dalla classe dei samurai per includere uomini e donne di rango inferiore. All'interno dei meno abbienti, il genpuku era usato come un modo per riconoscere l'ingresso nei ruoli professionali, spesso sotto forma di apprendistato. I ragazzi delle famiglie contadine e della classe artigiana raggiungevano la maggiore età tra i 15 ei 17 anni, un'età che aveva a che fare con la loro capacità di svolgere lavori da adulti e di assumersi responsabilità sociali da adulti.

## Presente

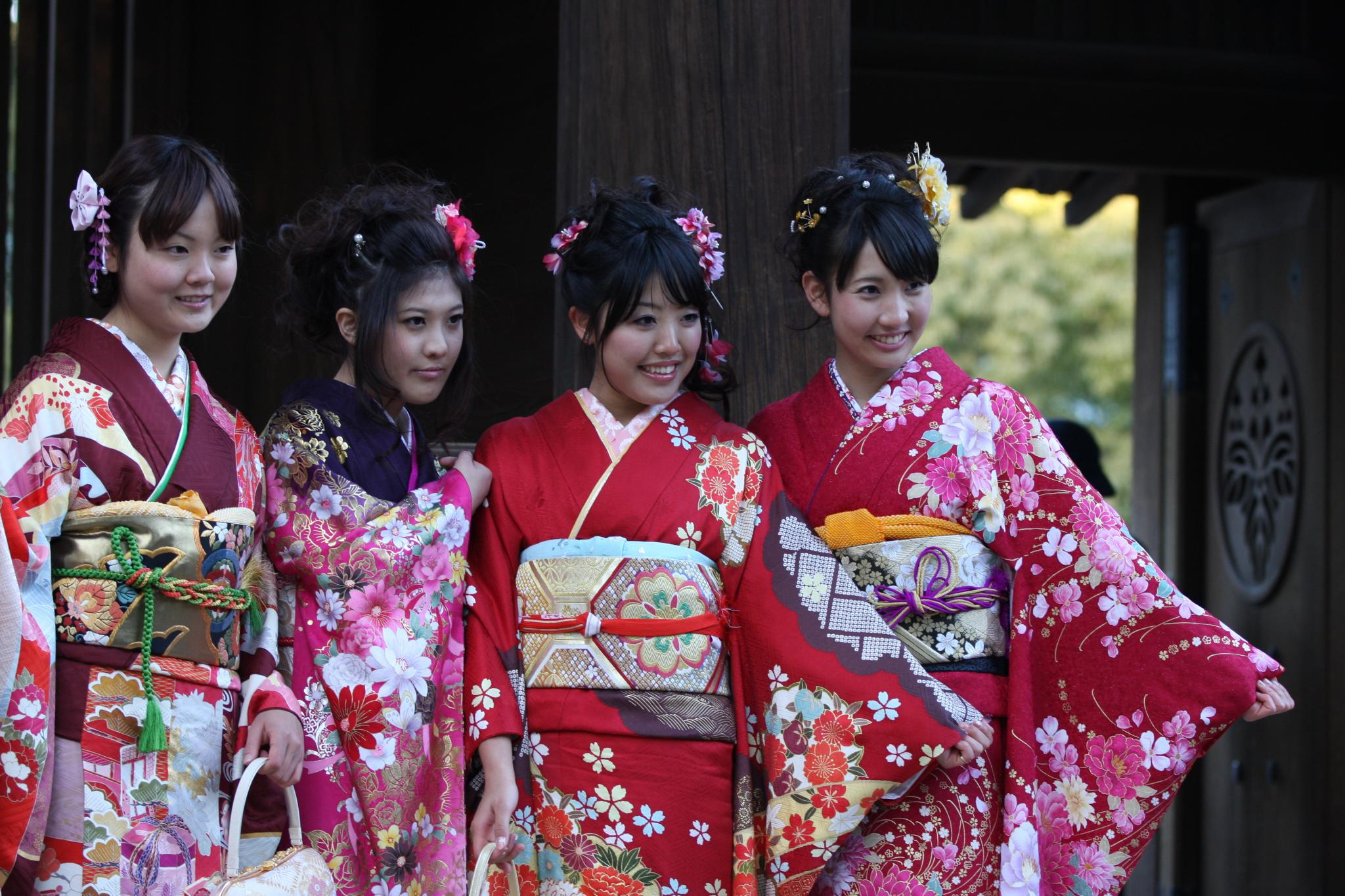
Donne che celebrano il Seijin no hi, l'equivalente moderno del genpuku

Nel Giappone moderno, queste cerimonie sono sostituite da cerimonie di raggiungimento della maggiore età per ventenni di entrambi i sessi chiamate Seijin no hi che si svolge ogni anno, a gennaio, in occasione del seijin no hi, o da una cerimonia tenuta a scuola per studenti che hanno appena compiuto 15 anni e chiamata risshi-shiki (立志式), letteralmente "cerimonia di definizione delle aspirazioni" in cui i bambini stanno davanti alla scuola e dichiarano i loro obiettivi per il futuro.